# Uwung Jaya
Uwung Jaya is een bestuurslaag in het regentschap Tangerang van de provincie Banten, Indonesië. Uwung Jaya telt 28.718 inwoners (volkstelling 2010).